# Lisa Ecker
Lisa Ecker (* 19. September 1992 in Linz) ist eine österreichische Kunstturnerin, die ihr Land bei internationalen Wettkämpfen vertritt. Sie nahm an den Weltmeisterschaften 2015 in Glasgow teil und qualifizierte sich schließlich für die Olympischen Sommerspiele 2016 in Rio de Janeiro, wo sie in der Vorrunde des Kunstturnens der Frauen mit einer Mehrkampfnote von 52,966 den 43. Platz belegte.

## Leben
Lisa Ecker ist mit dem ehemaligen Turner Lukas Kranzlmüller verheiratet und arbeitet als Physiotherapeutin.